# Pantherophis alleghaniensis
Espèce
Synonymes
- Coluber alleghaniensis Holbrook, 1836
- Coluber quadrivittatus Holbrook, 1836
- Elaphe williamsi Barbour & Carr, 1940
- Elaphe quadrivittata parallela 
Barbour & Engels, 1942
- Elaphe obsoleta rossalleni Neill, 1949

Pantherophis alleghaniensis est une espèce de serpents de la famille des Colubridae.

## Répartition

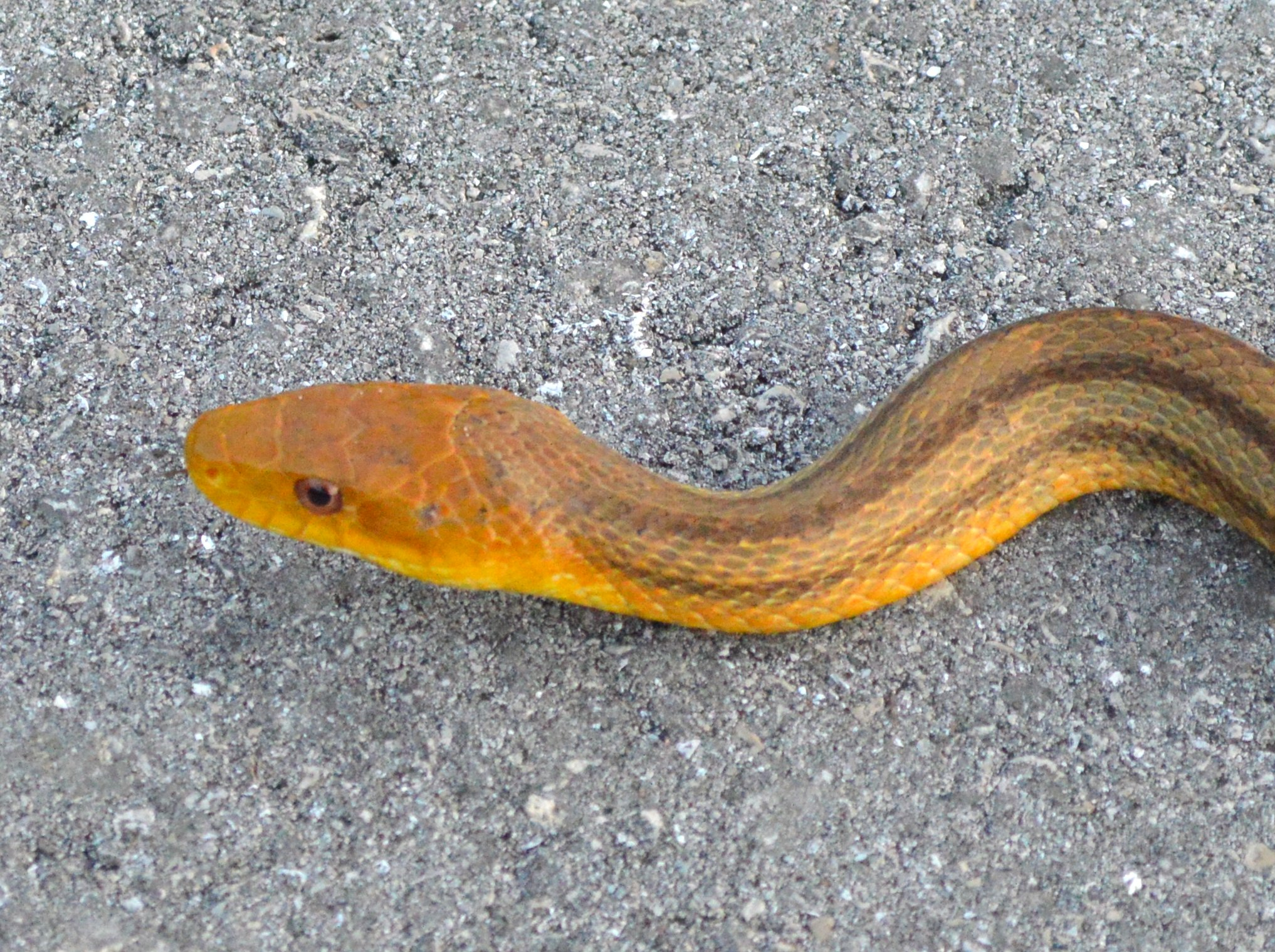
Pantherophis alleghaniensis ssp. quadrivittata, en Floride

Cette espèce est endémique des États-Unis. Elle se rencontre à l'Est des Appalaches du Vermont à la Floride.

## Étymologie
Son nom d'espèce, composé de alleghan[y] et du suffixe latin -ensis, « qui vit dans, qui habite », lui a été donné en référence au lieu de sa découverte, la chaîne des Allegheny Mountains qui, à l'époque de la description de l'espèce, concernait l'ensemble des Appalaches et qui, désormais, n'en représente qu'une grande partie.

## Publication originale
- Holbrook, 1836 : North American herpetology, or, A description of the reptiles inhabiting the United States, vol. 1, p. 1-120 (texte intégral).